# Église Saint-André d'Antugnac
L'église Saint-André d'Antugnac est une église située en France sur la commune d'Antugnac, dans le département de l'Aude en région Occitanie.
Cet édifice fait l'objet d'un classement au titre des monuments historiques depuis le 14 janvier 1932.

## Localisation
L'église est située sur la commune d'Antugnac, dans le département français de l'Aude.

## Historique
L'édifice est classé au titre des monuments historiques en 1932.